# Setter Hill (Whalsay)

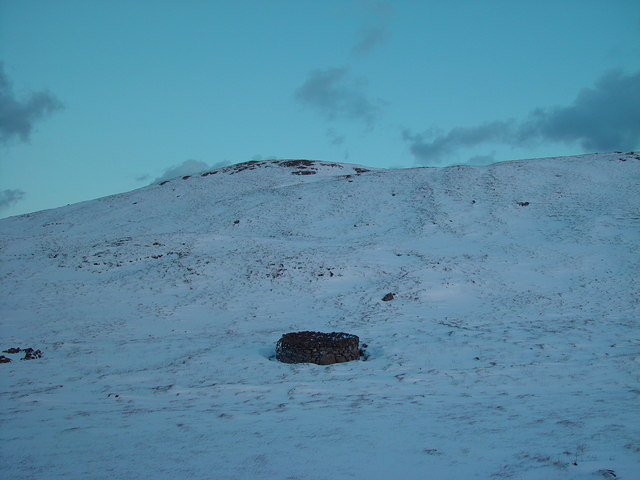
Westflanke des Setter Hill

Der Setter Hill ist ein knapp über 80 Meter hoher Berg im Westen der zu den schottischen Shetlands zählenden Insel Whalsay. Er überragt die Ortschaften Hamister im Süden, Marrister im Westen sowie Brough im Norden. Im Osten liegt der See Loch of Houll, nach Südosten geht er in den Sneugans über. Zwischen diesem und dem Setter Hill liegen Quelle und Oberlauf des Scarfmoor Burn.